# Tour Spasojević à Brnjica
La tour Spasojević à Brnjica (en serbe cyrillique : Спасојевића кула у Брњици ; en serbe latin : Spasojevića kula u Brnjici) se trouve à Brnjica, dans la municipalité de Sjenica et dans le district de Zlatibor, en Serbie. Elle est inscrite sur la liste des monuments culturels protégés de la république de Serbie (identifiant no SK 2099),.

## Présentation
L'époque de la construction de la tour n'est pas connue exactement, mais son architecture suggère qu'elle a été construite dans la première moitié du XIXe siècle.
Elle se présente comme un bâtiment de deux étages, avec une grange au rez-de-chaussée et un espace de vie au premier étage, reliés par un escalier intérieur. L'édifice, construit en pierre, est de forme presque carrée ; il dispose d'un toit à quatre pans recouvert de bardeaux ; il possède des portes cintrées et des fenêtres placées sous les combles.